# Tana (Spitzhörnchen)

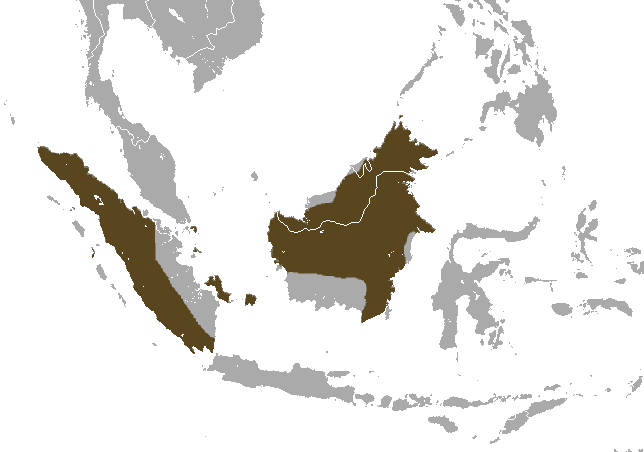
Verbreitungsgebiet des Tanas

Das Tana (Tupaia tana) ist ein Säugetier in der Gattung der Eigentlichen Spitzhörnchen, das in Südostasien vorkommt.

## Merkmale
Die Art ist mit einer durchschnittlichen Kopf-Rumpf-Länge von 22 cm sowie mit einem Gewicht von etwa 198 g eines der größeren Gattungsmitglieder. Der buschige Schwanz ist kürzer als die Kopf-Rumpf-Länge. Auf der Oberseite kommt dunkelbraunes Fell vor mit einem auffälligen schwarzen Aalstrich auf dem Rücken sowie mit gelben Schulterstreifen. Die Unterseite ist von rot-orangem Fell bedeckt. Wie andere Spitzhörnchen hat das Tana eine lange spitze Schnauze, große Augen und nackte Ohren. Abhängig vom Verbreitungsgebiet ist der Schwanz gelb, orange oder rot gefärbt. Das Tana besitzt lange Krallen an Händen und Füßen sowie ein vollständiges Gebiss.

## Verbreitung
Das Tana lebt auf Borneo und Sumatra sowie auf verschiedenen kleineren Inseln der Region. Es hält sich im Flachland und in tieferen Bereichen von Gebirgen, bis gewöhnlich 1.200 m Höhe auf. Vereinzelt erreichen die Tiere 1.500 m Höhe. Die Art kann in Wäldern und in Plantagen angetroffen werden. Sie bevorzugt extensiv bewirtschaftete Wälder mit dichtem Unterwuchs.

## Lebensweise
Die Individuen sind tagaktiv und halten sich im Gegensatz zu anderen Gattungsmitgliedern vorwiegend auf dem Boden auf. Sie klettern manchmal auf Bäume für eine bessere Übersicht. Außerhalb der Paarungszeit leben Männchen und Weibchen getrennt. Sie etablieren 300 bis 600 m² große Reviere, wobei eine gewisse Überlappung üblich ist. Das Tana markiert sein Territorium mit Sekret der Drüsen an Kinn und Anus.
Wirbellose Tiere wie Regenwürmer, Vielfüßer, Insekten und deren Larven, Spinnen, Kakerlaken oder Grillen bilden den Hauptbestandteil der Nahrung. Dazu gräbt das Spitzhörnchen mit seinen Krallen in der Laubschicht oder im oberen Erdbereich. Die Hauptnahrung wird mit kleinen Säugetieren, Echsen und mit den weichen Bestandteilen von Früchten komplettiert.
Während der Paarungszeit von August bis November bildet das Männchen mit einem der Weibchen, mit dem es Bereiche seines Reviers teilt, ein monogames Paar. Vor der Geburt der Nachkommen baut das Weibchen ein kugelförmiges Nest aus Zweigen, Rinde und Blättern, das in Büschen oder auf Bäumen versteckt ist. Ein Wurf besteht gewöhnlich aus Zwillingen, die 25 bis 33 Tage gesäugt werden. Auffällig ist, dass die Jungtiere in dieser Zeit nur jeden zweiten Tag besucht werden, während die Fürsorge später zunimmt. Ältere Jungtiere begleiten die Mutter auf ihren Wanderungen. Für das Tana ist eine Lebenserwartung von 10 bis 14 Jahren bekannt.

## Status
Trotz eines recht guten Anpassungsvermögens können Waldrodungen den Bestand negativ beeinflussen. Die IUCN listet das Tana als nicht gefährdet (Least Concern).